# División de Honor 1992-1993 (calcio a 5)
La División de Honor 1992/1993 è la quarta edizione del massimo torneo di calcio a 5 spagnolo, organizzato dalla Liga Nacional de Fútbol Sala durante la stagione 1992/1993.

## Prima fase
Qualificate alla seconda fase le prime quattro squadre di ognuno dei tre gironi composti da otto squadre, le restanti dodici formazioni giocano due gironi dove le prime quattro mantengono il posto Division de Honor. Si qualificano alla seconda fase: 
- Girone A
  - Caja Castilla La Mancha
  - Universidad de Salamanca
  - Mitsubishi Ceuta FS
  - Bisontes de Almazora
- Girone B
  - Fútbol Sala García
  - Pennzoil Marsanz
  - Egasa Chaston
  - ElPozo Murcia
- Girone C
  - Interviú Boomerang
  - Sego Zaragoza
  - Caja Segovia Fútbol Sala
  - Muebles El Norte

## Seconda Fase

### Girone A
| Pos | Squadra                 | Pti | G  | V | N | P | GF | GS |
| --- | ----------------------- | --- | -- | - | - | - | -- | -- |
| 1   | Caja Castilla La Mancha | 17  | 10 | 8 | 1 | 1 | 47 | 26 |
| 2   | Sego Zaragoza           | 14  | 10 | 5 | 4 | 1 | 46 | 23 |
| 3   | Fútbol Sala García      | 10  | 10 | 4 | 2 | 4 | 39 | 44 |
| 4   | Bisontes Castellón      | 9   | 10 | 3 | 3 | 4 | 39 | 44 |
| 5   | Muebles El Norte        | 6   | 10 | 2 | 2 | 6 | 33 | 41 |
| 6   | Egasa Chaston           | 4   | 10 | 1 | 2 | 7 | 23 | 49 |

### Girone B
| Pos | Squadra                  | Pti | G  | V | N | P | GF | GS |
| --- | ------------------------ | --- | -- | - | - | - | -- | -- |
| 1   | Pennzoil Marsanz         | 18  | 10 | 9 | 0 | 1 | 64 | 31 |
| 2   | Interviú Boomerang       | 15  | 10 | 7 | 1 | 2 | 42 | 28 |
| 3   | AD ElPozo Murcia         | 13  | 10 | 6 | 1 | 3 | 44 | 27 |
| 4   | Mitsubishi Ceuta FS      | 6   | 10 | 3 | 0 | 7 | 32 | 54 |
| 5   | Segovia                  | 5   | 10 | 2 | 1 | 7 | 33 | 55 |
| 6   | Universidad de Salamanca | 3   | 10 | 1 | 1 | 8 | 37 | 57 |

|  | Play-Off |

## Play-off
|  | Semifinali              | Semifinali              | Semifinali       |                  |                         | Finale                  | Finale  | Finale |  |
|  |                         |                         |                  |                  |                         |                         |         |        |  |
|  | Caja Castilla La Mancha | Caja Castilla La Mancha | 4-3              |                  |                         |                         |         |        |  |
|  | Caja Castilla La Mancha | Caja Castilla La Mancha | 4-3              |                  |                         |                         |         |        |  |
|  | Interviú Boomerang      | Interviú Boomerang      | 7-3              |                  |                         |                         |         |        |  |
|  | Interviú Boomerang      | Interviú Boomerang      | 7-3              |                  | Caja Castilla La Mancha | Caja Castilla La Mancha | 1-1 3-5 |        |  |
|  |                         |                         |                  |                  | Caja Castilla La Mancha | Caja Castilla La Mancha | 1-1 3-5 |        |  |
|  |                         |                         | Pennzoil Marsanz | Pennzoil Marsanz | 4-4                     |                         |         |        |  |
|  | Pennzoil Marsanz        | Pennzoil Marsanz        | Pennzoil Marsanz | Pennzoil Marsanz | 4-4                     | 5-2 3-2                 |         |        |  |
|  | Pennzoil Marsanz        | Pennzoil Marsanz        |                  |                  |                         |                         |         |        |  |
|  | Sego Zaragoza           | Sego Zaragoza           | 2-4              |                  |                         |                         |         |        |  |

| Campione Pennzoil Marsanz |